# Arnold Lang
Arnold Lang (1855-1914) fue un zoólogo, naturalista y anatomista comparativo suizo.

## Biografía
Estudio biología en las universidades de Ginebra y Jena, donde en marzo de 1876 recibió el doctorado bajo la supervisión de Ernst Haeckel. Entre 1878 y 1885 trabajó en Estación Zoológica Anton Dohrn de Nápoles. A partir de 1886 fue profesor de zoología en la Universidad de Jena y en la Universidad de Zúrich, de la que fue rector entre 1898 y 1900.
La bióloga noruega Kristine Bonnevie estudió bajo la supervisión de Land en Zúrich en los años 1898-99. También enseñó al filósofo Heinrich Schmidt .

## Obra
- Lehrbuch der vergleichenden Anatomie der wirbellosen Thies , 2 Tl., 1888-94
- Beitrag zu einer Trophocöltheorie , 1903
- Die experimentelle Vererbungslehre in der Zoologie SEIT 1900 , 1914